# アンバーフィルムワークス
有限会社アンバーフィルムワークスは日本のアニメ製作会社である。

## 概要
J.C.STAFF、アニメイトフィルム、バンダイビジュアルのプロデューサーを務めた池口和彦が設立した。
いわゆる制作進行機能のある会社というよりは作品のコンセプトからプロモーションに至るまでの意思決定に関わるプロデュース（製作）会社といえる。従って単独で制作することはほとんどなく、大抵別のアニメ制作会社との共同制作となる。

## 主な作品
- 劇場版『カードキャプターさくら』（製作協力）
- 『ナジカ電撃作戦』（スタジオ・ファンタジアと共同制作）
- 『GAD GUARD』（GONZOと共同制作）[1]
- 『かいけつゾロリ』（亜細亜堂と共同制作）
  - なお51話以降は『まじめにふまじめ かいけつゾロリ』に改題。アンバーフィルムワークスは制作から外れ、替わってサンライズと亜細亜堂の共同制作となった。
- 『奥さまは魔法少女』（J.C.STAFFと共同制作）
- 『ファンタジスタドール』（フッズエンタテインメントと共同制作）

また、社名こそクレジットされていないが『機動天使エンジェリックレイヤー』（ボンズ制作）のプロデュースにもかかわっている。